# Wolnzach
Wolnzach è un comune tedesco di 10 959 abitanti, situato nel land della Baviera.